# Eddie Dunn
Edward Frank Eddie Dunn, född 31 mars 1896 i Brooklyn, död 5 maj 1951 i Hollywood, var en amerikansk skådespelare och regissör.
Dunn medverkade i över 200 filmer, bland i flera produktioner av Mack Sennett och Hal Roach, varav den sistnämnde han även regisserade 6 filmer för.
Han medverkade också en del i radio, bland annat ledde han sitt eget radioprogram Fun with Dunn på 1940-talet, och var även programledare för radio-frågetävlingen True or False.
Dunn avled efter en längre tids sjukdom 1951.

## Filmografi (i urval)
- 1929 – Helan och Halvan på straffarbete
- 1930 – Helan och Halvan i Villa Villervallan
- 1931 – In igen och ut igen!
- 1932 – What Price Hollywood?
- 1933 – Helan och Halvans giftermålsbekymmer
- 1933 – Privatdetektiv 62
- 1933 – Prilliga patrullen
- 1933 – Den gamla goda tiden nr. 6
- 1935 – Annie Oakley
- 1938 – Panik på hotellet
- 1940 – Bankdeckaren[8]
- 1940 – Diktatorn
- 1944 – Bara bekymmer
- 1944 – Omslagsflickan
- 1945 – Mirakelmannen
- 1947 – Ring Northside 777
- 1950 – Upp med ridån[9]